# Генрих X Гордый
Генрих Гордый (нем. Heinrich der Stolze; ок. 1108 — 20 октября 1139) — герцог Баварии под именем Генрих X с 1126 года, герцог Саксонии под именем Генрих II с 1137 года, маркграф Тосканы с 1137 года, из рода Вельфов.
Второй сын герцога Баварии Генриха IX Чёрного и Вульфхильды, старшей дочери герцога Саксонии Магнуса. Его старший брат Конрад был монахом-цистерианцем и умер в 1126 году незадолго до смерти своих родителей.

## Биография
Генрих унаследовал Баварию после того, как его отец Генрих IX ушел в монастырь и вскоре затем умер в 1126 году. Как было ранее договорено между Генрихом IX и императором Лотарем II, Генрих Гордый женился 29 мая 1127 года на единственной дочери и наследнице императора Гертруде. Таким образом, под его контроль перешли многочисленные владения на севере Германии, ранее принадлежавшие родам графов Супплинбурга, Брауншвейга (Брунонам) и Нортхайма.
Генрих Гордый был верным сторонником императора в борьбе с Штауфенами: братьями Фридрихом II, герцогом Швабии, основным соперником Лотаря за немецкую корону на выборах 1125 года, и Конрадом, герцогом Франконии, провозглашенным своими сторонниками королём в 1127 году. Генрих безуспешно осаждал Нюрнберг (1127 год), принимал участие в захвате Шпейера (1129 год) и взял Ульм (1134 год). В 1129 году Генрих Гордый попытался обманом захватить в плен Фридриха II, но потерпел неудачу. Война завершилась в 1135 году, когда Штауфены признали власть Лотаря. Одновременно Генрих Гордый ввязался в Баварии в конфликт (продолжавшийся до 1133 года) за назначение епископа Регенсбурга с Фридрихом, графом Богена.
В 1136—1137 годах Генрих сопровождал императора в походе в Италию. В Италии Лотарь пожаловал ему титул маркграфа Тосканы, а римский папа Иннокентий II передал ему территории, ранее принадлежавшие маркграфине Матильде Тосканской.
Незадолго до смерти, Лотарь II присвоил Генриху титул герцога Саксонии и передал королевские регалии. Когда император умер (4 декабря 1137 года), Генрих Гордый как его зять и, несомненно, наиболее могущественный из князей Германии был главным претендентом на королевскую корону. Однако королём 7 марта 1138 года был избран бывший антикороль Конрад III, герцог Франконии. Генрих Гордый передал Конраду королевские регалии, но отказался подчиниться его требованию отказаться от одного из двух герцогств. После неудачной попытки достигнуть соглашения, король лишил Генриха обоих герцогств. Саксония была передана маркграфу Северной марки Альбрехту Медведю, сыну младшей дочери герцога Магнуса, а Бавария — маркграфу Австрии Леопольду IV. Генрих Гордый быстро одержал победу над Альбрехтом в Саксонии и собирался вторгнуться в Баварию, но внезапно умер в Кведлинбурге. Похоронен в Кёнигслуттере рядом с Лотарем II.
Права его малолетнего сына Генриха Льва в Саксонии продолжала защищать вдова Лотаря II Рихенза, а в Баварии — младший брат Генриха Вельф VI.

## Брак и дети

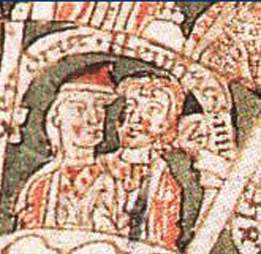
Генрих X Гордый и Гертруда Супплинбургская

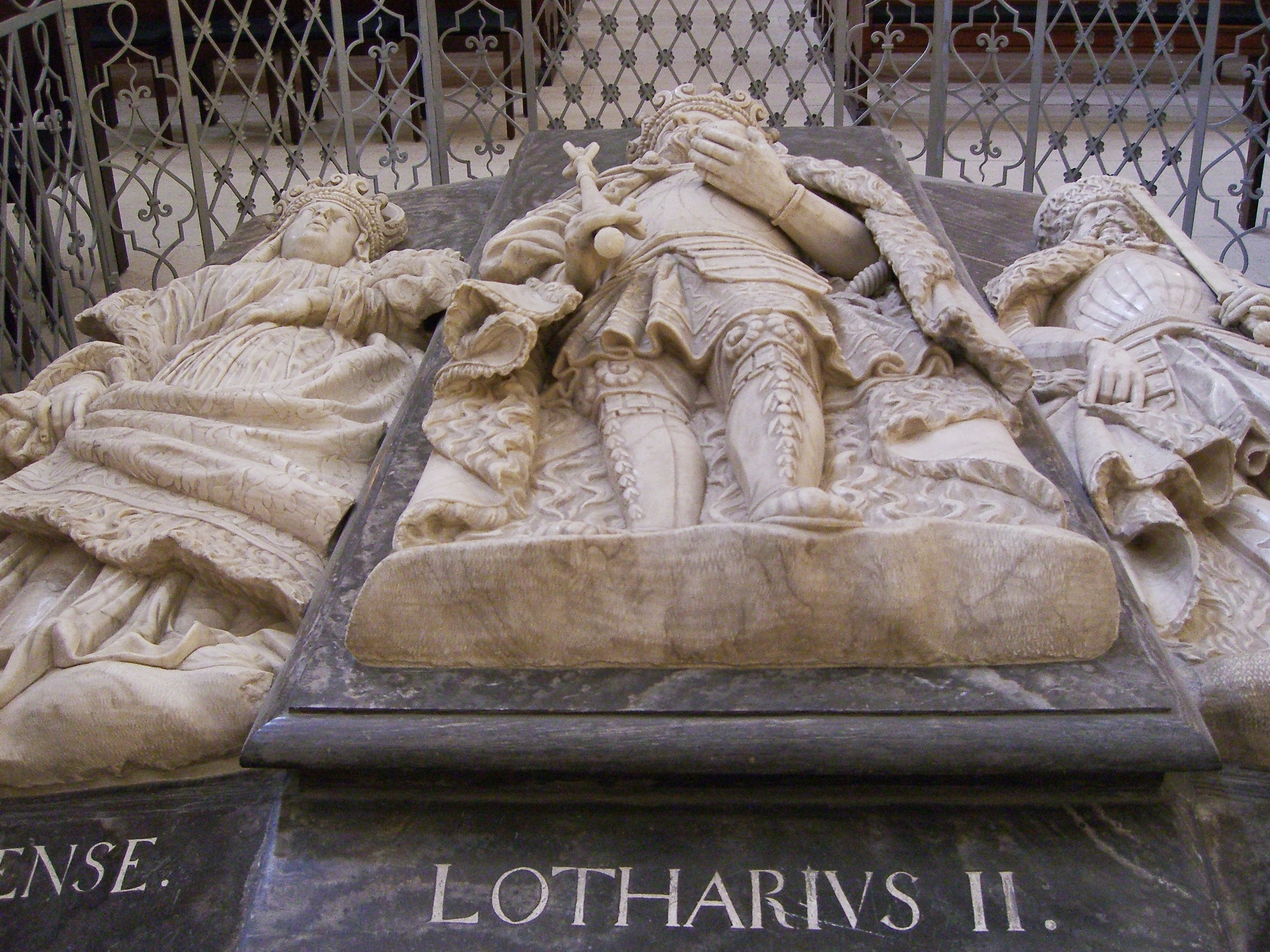
Гробница Генриха X Гордого в Кёнигслуттере (справа)

Жена — с 7 марта 1127 года Гертруда Супплинбургская (18 апреля 1115 — 18 апреля 1143), дочь Лотаря II Супплинбургского и Рихензы, графини Нортхайма. Сын:
- Генрих Лев (1129 — 6 августа 1195), герцог Саксонии (под именем Генриха III) в 1142—1180, герцог Баварии (под именем Генриха XII) в 1156—1180